# Hyalorrhipis hyalinus
Hyalorrhipis hyalinus är en insektsart som beskrevs av Boris Petrovich Uvarov 1929. Hyalorrhipis hyalinus ingår i släktet Hyalorrhipis och familjen gräshoppor. Inga underarter finns listade i Catalogue of Life.